# Grand-Santi
Grand-Santi är en kommun i det franska utomeuropeiska departementet Franska Guyana i Sydamerika. År 2022 hade Grand-Santi 9 390 invånare.
Kommunens ursprungliga namn var Grand-Santi-Papaichton. Ändringen till det nuvarande namnet skedde den 12 november 1976, då kommunen Apatou utbröts. Ytterligare en kommundelning skedde den 1 januari 1993 då kommunen Papaichton utbröts.

## Befolkningsutveckling
| Befolkningsutvecklingen i Grand-Santi 1990–2021 | Befolkningsutvecklingen i Grand-Santi 1990–2021 | Befolkningsutvecklingen i Grand-Santi 1990–2021 | Befolkningsutvecklingen i Grand-Santi 1990–2021 | Befolkningsutvecklingen i Grand-Santi 1990–2021 |
| ----------------------------------------------- | ----------------------------------------------- | ----------------------------------------------- | ----------------------------------------------- | ----------------------------------------------- |
|                                                 |                                                 |                                                 |                                                 |                                                 |
| År                                              |                                                 |                                                 | Folkmängd                                       |                                                 |
| 1990                                            | 1990                                            |                                                 | 2 536                                           |                                                 |
| 1999                                            | 1999                                            |                                                 | 2 862                                           |                                                 |
| 2007                                            | 2007                                            |                                                 | 3 427                                           |                                                 |
| 2015                                            | 2015                                            |                                                 | 6 969                                           |                                                 |
| 2021                                            | 2021                                            |                                                 | 9 120                                           |                                                 |